# Akamatsu Rinsaku
Akamatsu Rinsaku (japanisch 赤松 麟作; geb. 20. Januar 1878 in Tsuyama; gest. 24. November 1953) war ein japanischer Maler der Yōga-Richtung  der Taishō- und Shōwa-Zeit.

## Leben und Werk
Akamatsu Rinsaku, wurde in Tsuyama in der Präfektur Okayama geboren. Er studierte ab 1896 Malerei an der Tōkyō Bijutsu Gakkō (東京美術学校), der Vorläufereinrichtung der heutigen Geidai unter Yamanouchi Gusen (山内愚僊; 1866–1927). Ab 1900 arbeitete er als Lehrer. 1902 stellte er bei der Künstlervereinigung Hakubakai (白馬会) das Bild „Nachtzug“ (夜汽車; Yakisha) aus, für das er mit einem Preis der Vereinigung ausgezeichnet wurde. Im Jahre 1904 begann er, für die Asahi-Zeitung in Osaka zu arbeiten, für die er Illustrationen anfertigte. Dabei lernte er Künstler kennen, die an der „Hanshin Meisho Zue“ (阪神名所図絵), einer Bildersammlung zur Hanshin-Gegend beteiligt waren. Das führte zu einem engen Kontakt mit dem Herausgeber Kanao Tanejirō (金尾種次郎; 1879–1947), der seinen Verlag „Kanao Bunendō“ (金尾文淵堂) betrieb. Akamatsus Umschlag-Entwürfe für die Hefte 1, 2 und 6 befinden sich im British Museum.
Daraufhin verließ Akamatsu 1915 die Zeitung und arbeitete wieder als Lehrer. 1918 schloss er sich der Künstlergemeinschaft „Kōfukai“ (光風会) an. 1936 erstellte er für die Meiji-Gedächtnisgalerie das Wandgemälde „Besuch des Kaisers Meiji des Tsumura-Betsuin“ (明治天皇津村別院行幸図, Meiji Tennō Tsumura-Betsuin Gyōkō zu).
Akamatsu unterrichtete an verschiedenen Einrichtungen in Osaka und wurde eine einflussreiche Person in den Künstlerzirkeln. Er übernahm das Amt des Sekretärs des Kunstvereins Osaka. Vor allem war er bekannt für seine locker kolorierten Zeichnungen und als Maler des Alltaggeschehens. Zu seinen Schülern gehörte Saeki Yūzō.

## Bilder

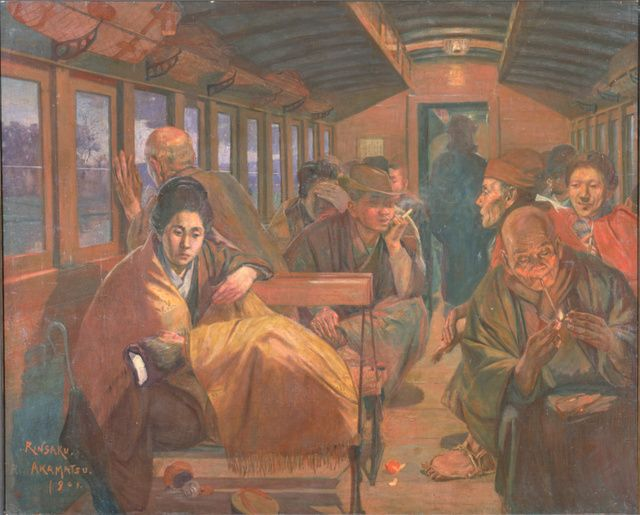
Nachtzug, 1902
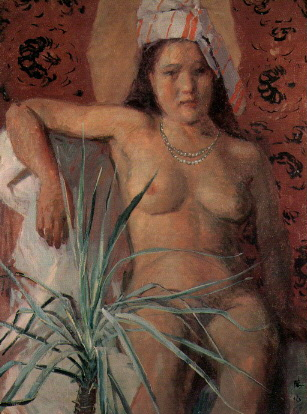
Akt
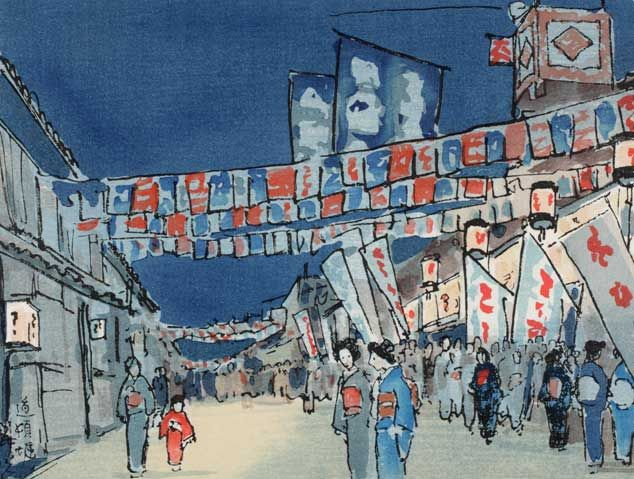
Osaka Dotombori
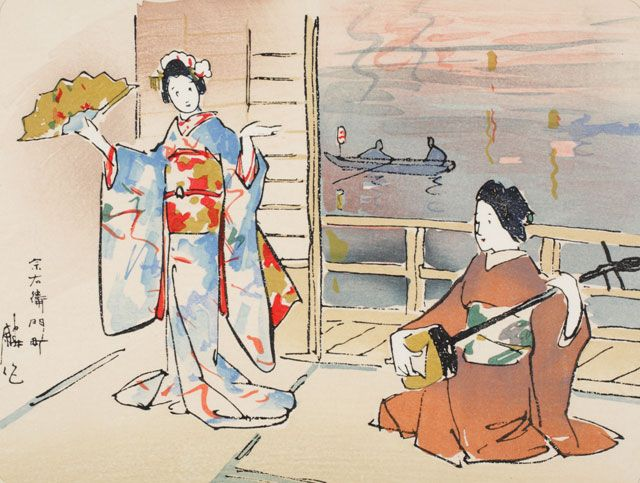
Tanz
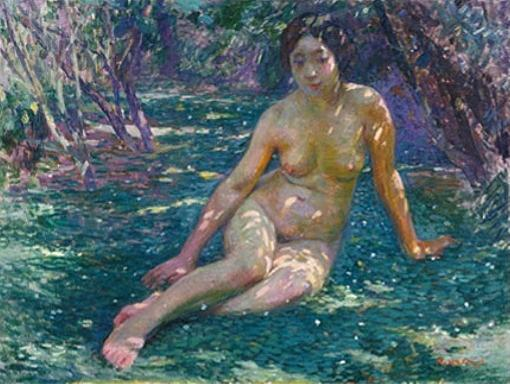
Akt
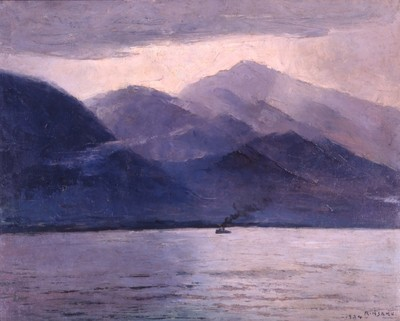
Nach dem Regen (Ashi-See)
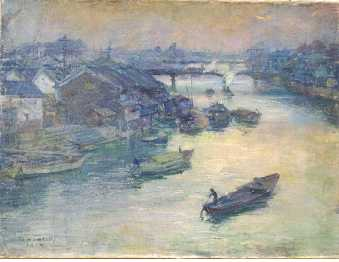
Tosaborigawa[A 3]
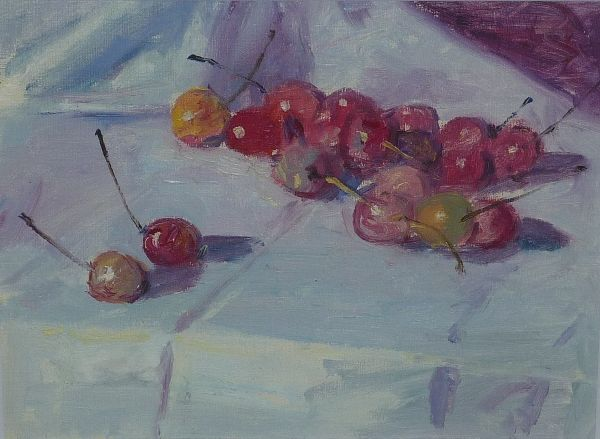
Kirschen
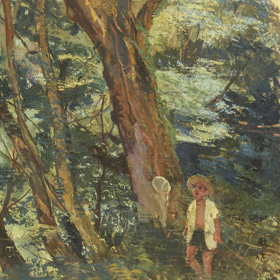
Grillen fangen